# Pandanus crassilix
Espèce
Pandanus crassilix Huynh est une espèce de plantes de la famille des Pandanaceae. Elle est endémique du Cameroun.